# ブリット・アワード
ブリット・アワード（Brit Awards）は、毎年イギリスで開催される音楽の祭典式。英国レコード産業協会（BPI）によって催される。1988年までの名称はBPIアワード（BPI Awards）。

## 概略
この賞は1977年に初めて開催され、BPI（英国レコード産業協会）の援助のもと現在まで開催されている。ブリット・アウォーズと名づけられたのは1989年から。マスターカードが長期にわたりこのイベントをサポートしている。ブリット・アウォーズは1989年までは生放送だった。この年、サマンサ・フォックスとミック・フリートウッドが司会を務めたが、台詞を忘れたり、バンドの演奏ミス、雑音、授賞式が次の日の夜まで続いたということもあり、1989年以降は録画放送である。
2007年は1988年以来の生放送を実現させた。18年ぶりにライヴ中継されたセレモニーの中で、オアシスの受賞、そしてパフォーマンスは目玉のはずだったが、期待外れな演出に終わってしまった。噂されていたリンゴ・スターの姿はなく、バンドは司会のラッセル・ブランドから賞を受け取った。さらにノエル・ギャラガーのコメントの真っ最中やバンドの演奏途中に何度か音が途切れるというハプニングも。また、彼らは「Cigarettes & Alcohol」「The Meaning Of Soul」「Morning Glory」「Don't Look Back In Anger」「Rock 'N' Roll Star」の5曲を演奏したが、時間切れのため最後の2曲は生放送されなかった（のちに録画で残りの2曲も放送された）。

## 歴史
|    | 年     | 最多受賞者                                                                                                | 最優秀アルバム                                                           | 最優秀シングル                                                     | 会場                                   |
| -- | ------ | --- | ------------------------------------------------------------------------ | ------------------------------------------------------------------ | -------------------------------------- |
| 1  | 1977年 | ビートルズ (3部門)                                                                                        | Sgt. Pepper's Lonely Hearts Club Band ビートルズ                         | "Bohemian Rhapsody" クイーン                                       | ウェンブリー・カンファレンス・センター |
| 1  | 1977年 | ビートルズ (3部門)                                                                                        | Sgt. Pepper's Lonely Hearts Club Band ビートルズ                         | "A Whiter Shade of Pale" プロコル・ハルム                          | ウェンブリー・カンファレンス・センター |
| 2  | 1982年 | - | Kings of the Wild Frontier アダム&ジ・アンツ                             | "Tainted Love" ソフト・セル                                        | グロブナー・ハウス・ホテル             |
| 3  | 1983年 | ポール・マッカートニー (2部門)                                                                            | -                                                                        | "Come On Eileen" デキシーズ・ミッドナイト・ランナーズ              | グロブナー・ハウス・ホテル             |
| 4  | 1984年 | カルチャー・クラブ マイケル・ジャクソン (2部門)                                                           | -                                                                        | "Karma Chameleon" カルチャー・クラブ                               | グロブナー・ハウス・ホテル             |
| 5  | 1985年 | プリンス (2部門)                                                                                          | Diamond Life シャーデー                                                  | "Relax" フランキー・ゴーズ・トゥ・ハリウッド                       | グロブナー・ハウス・ホテル             |
| 6  | 1986年 | ユーリズミックス (2部門)                                                                                  | No Jacket Required フィル・コリンズ                                      | "Everybody Wants to Rule the World" ティアーズ・フォー・フィアーズ | グロブナー・ハウス・ホテル             |
| 7  | 1987年 | ピーター・ガブリエル (2部門)                                                                              | Brothers in Arms ダイアー・ストレイツ                                    | "West End Girls" ペット・ショップ・ボーイズ                        | グロブナー・ハウス・ホテル             |
| 8  | 1988年 | - | ...Nothing Like the Sun スティング                                       | "Never Gonna Give You Up" リック・アストリー                       | ロイヤル・アルバート・ホール           |
| 9  | 1989年 | フェアーグラウンド・アトラクション フィル・コリンズ マイケル・ジャクソン トレイシー・チャップマン (2部門) | The First of a Million Kisses フェアーグラウンド・アトラクション         | "Perfect" フェアーグラウンド・アトラクション                       | ロイヤル・アルバート・ホール           |
| 10 | 1990年 | ファイン・ヤング・カニバルズ ネナ・チェリー フィル・コリンズ (2部門)                                      | The Raw & the Cooked ファイン・ヤング・カニバルズ                        | "Another Day in Paradise" フィル・コリンズ                         | ドミニオン・シアター                   |
| 11 | 1991年 | - | Listen Without Prejudice Vol. 1 ジョージ・マイケル                       | "Enjoy the Silence" デペッシュ・モード                             | ドミニオン・シアター                   |
| 12 | 1992年 | シール (3部門)                                                                                            | Seal シール                                                              | "These Are the Days of Our Lives" クイーン                         | ハマースミス・アポロ                   |
| 13 | 1993年 | アニー・レノックス シンプリー・レッド (2部門)                                                             | Diva アニー・レノックス                                                  | "Could It Be Magic" テイク・ザット                                 | アレクサンドラ・パレス                 |
| 14 | 1994年 | ビョーク ステレオ・エムシーズ テイク・ザット (2部門)                                                      | Connected ステレオ・エムシーズ                                           | "Pray" テイク・ザット                                              | アレクサンドラ・パレス                 |
| 15 | 1995年 | ブラー (4部門)                                                                                            | Parklife ブラー                                                          | "Parklife" ブラー                                                  | アレクサンドラ・パレス                 |
| 16 | 1996年 | オアシス (3部門)                                                                                          | (What's the Story) Morning Glory? オアシス                               | "Back For Good" テイク・ザット                                     | アールズ・コート                       |
| 17 | 1997年 | マニック・ストリート・プリーチャーズ スパイス・ガールズ (2部門)                                           | Everything Must Go マニック・ストリート・プリーチャーズ                  | "Wannabe" スパイス・ガールズ                                       | アールズ・コート                       |
| 18 | 1998年 | ザ・ヴァーヴ (3部門)                                                                                      | Urban Hymns ザ・ヴァーヴ                                                 | "Never Ever" オール・セインツ                                      | ロンドン・アリーナ                     |
| 19 | 1999年 | ロビー・ウィリアムズ (3部門)                                                                              | This Is My Truth Tell Me Yours マニック・ストリート・プリーチャーズ      | "Angels" ロビー・ウィリアムズ                                      | ロンドン・アリーナ                     |
| 20 | 2000年 | メイシー・グレイ ロビー・ウィリアムズ トラヴィス (2部門)                                                  | The Man Who トラヴィス                                                   | "She's the One" ロビー・ウィリアムズ                               | アールズ・コート 2                     |
| 21 | 2001年 | ロビー・ウィリアムズ (3部門)                                                                              | Parachutes コールドプレイ                                                | "ROCK DJ" ロビー・ウィリアムズ                                     | アールズ・コート 2                     |
| 22 | 2002年 | ダイド カイリー・ミノーグ (2部門)                                                                         | No Angel ダイド                                                          | "Don't Stop Movin'" S Club 7                                       | アールズ・コート 2                     |
| 23 | 2003年 | コールドプレイ エミネム ミス・ダイナマイト (2部門)                                                        | A Rush of Blood to the Head コールドプレイ                               | "Just a Little" リバティ・エックス                                 | アールズ・コート 2                     |
| 24 | 2004年 | ザ・ダークネス (3部門)                                                                                    | Permission to Land ザ・ダークネス                                        | "White Flag" ダイド                                                | アールズ・コート 2                     |
| 25 | 2005年 | シザー・シスターズ (3部門)                                                                                | Hopes and Fears キーン                                                   | "Your Game" ウィル・ヤング                                         | アールズ・コート 2                     |
| 26 | 2006年 | カイザー・チーフス (3部門)                                                                                | X&Y コールドプレイ                                                       | "Speed of Sound" コールドプレイ                                    | アールズ・コート                       |
| 27 | 2007年 | アークティック・モンキーズ ザ・キラーズ (2部門)                                                           | Whatever People Say I Am, That's What I'm Not アークティック・モンキーズ | "Patience" テイク・ザット                                          | アールズ・コート                       |
| 28 | 2008年 | アークティック・モンキーズ テイク・ザット フー・ファイターズ (2部門)                                      | Favourite Worst Nightmare アークティック・モンキーズ                     | "Shine" テイク・ザット                                             | アールズ・コート                       |
| 29 | 2009年 | ダフィー (3部門)                                                                                          | Rockferry ダフィー                                                       | "The Promise" ガールズ・アラウド                                   | アールズ・コート                       |
| 30 | 2010年 | レディー・ガガ (3部門)                                                                                    | Lungs フローレンス・アンド・ザ・マシーン                                 | "Beat Again" JLS                                                   | アールズ・コート                       |
| 31 | 2011年 | アーケイド・ファイア タイニー・テンパー (2部門)                                                           | Sigh No More マムフォード・アンド・サンズ                                | "Pass Out" タイニー・テンパー                                      | The O2                                 |
| 32 | 2012年 | アデル エド・シーラン (2部門)                                                                             | 21 アデル                                                                | "What Makes You Beautiful" ワン・ダイレクション                    | The O2                                 |
| 33 | 2013年 | ベン・ハワード エミリー・サンデー (2部門)                                                                 | Our Version of Events エミリー・サンデー                                 | "Skyfall" アデル                                                   | The O2                                 |
| 34 | 2014年 | アークティック・モンキーズ ワン・ダイレクション (2部門)                                                   | AM アークティック・モンキーズ                                            | "Waiting All Night" ルディメンタル ft. エラ・エア                  | The O2                                 |
| 35 | 2015年 | エド・シーラン サム・スミス (2部門)                                                                       | X エド・シーラン                                                         | "Uptown Funk" マーク・ロンソン ft. ブルーノ・マーズ                | The O2                                 |
| 36 | 2016年 | アデル (4部門)                                                                                            | 25 アデル                                                                | "Hello" アデル                                                     | The O2                                 |
| 37 | 2017年 | デヴィッド・ボウイ ラグ・アンド・ボーン・マン (2部門)                                                     | Blackstar デヴィッド・ボウイ                                             | "Shout Out to My Ex" リトル・ミックス                              | The O2                                 |

## 受賞数
| 英国アーティスト                                  | 受賞数 |
| ------------------------------------------------- | ------ |
| ロビー・ウィリアムズ (テイク・ザットで5回)        | 18     |
| アデル                                            | 9      |
| コールドプレイ                                    | 9      |
| テイク・ザット                                    | 8      |
| アニー・レノックス                                | 8      |
| アークティック・モンキーズ                        | 7      |
| ワン・ダイレクション                              | 7      |
| デヴィッド・ボウイ (没後で2回)                    | 6      |
| オアシス                                          | 6      |
| スパイス・ガールズ                                | 5      |
| ブラー                                            | 5      |
| フィル・コリンズ                                  | 5      |
| ジョージ・マイケル (ワム!で3回)                   | 5      |
| フレディ・マーキュリー (クイーンで3回、没後で2回) | 5      |
| エルトン・ジョン                                  | 5      |
| ザ・ビートルズ                                    | 4      |
| ダイド                                            | 4      |
| マニック・ストリート・プリーチャーズ              | 4      |
| ポール・ウェラー                                  | 4      |
| エド・シーラン                                    | 4      |
| エミリー・サンデー                                | 4      |

| 外国アーティスト               | 受賞数 |
| ------------------------------ | ------ |
| U2                             | 7      |
| マイケル・ジャクソン           | 6      |
| ビョーク                       | 5      |
| プリンス                       | 4      |
| エミネム                       | 4      |
| フー・ファイターズ             | 4      |
| R.E.M.                         | 3      |
| ベック                         | 3      |
| シザー・シスターズ             | 3      |
| レディー・ガガ                 | 3      |
| カイリー・ミノーグ             | 3      |
| ビヨンセ                       | 3      |
| ジャスティン・ティンバーレイク | 3      |
| カニエ・ウェスト               | 3      |
| ブルーノ・マーズ               | 3      |

## 日本での放送
2012年の授賞式の模様から放送されている。

### 2012年
2012年12月8日19:00 - 21:00(JST)にブリットアウォーズ授賞式 2012（ - じゅしょうしき にせんじゅうに）としてDlifeで放送された。この内容は、2012年2月21日(UTC)にO2アリーナから英ITVで生放送されたものに日本語字幕と、副音声としてロッキング・オン編集長の山崎洋一郎と、歌手のスガシカオによる解説放送をつけて放送された。

### 2013年
2013年3月30日20:00 - 22:00(JST)にブリットアウォーズ授賞式 2013（ - じゅしょうしき にせんじゅうさん）としてDlifeで放送された。この内容は、2013年2月20日(UTC)にO2アリーナから英ITVで放送されたものに日本語字幕、スペシャルナビベーターにモデルの栗原類を起用、副音声としてロッキング・オン編集長の山崎洋一郎による解説放送をつけて放送された。

### 2014年
2014年3月9日0:00 - 2:00(JST)にブリットアウォーズ授賞式 2014（ - じゅしょうしき にせんじゅうよん）としてDlifeで放送された。この内容は、2014年2月19日(UTC)にO2アリーナから英ITVで放送されたものに日本語字幕をつけて放送された。

### 2015年
2015年3月28日20:00 - 22:00(JST)にThe BRIT Awards 2015としてMTV JAPANで放送された。この内容は、2015年2月25日(UTC)にO2アリーナで行われたブリット・アワーズ授賞式の模様が放送された。
外部リンク
The BRIT Awards 2015 - MTV JAPANによるホームページ

### 2016年
2016年3月26日20:00 - 22:00(JST)にThe BRIT Awards 2016としてMTV JAPANで放送された。この内容は、2016年2月24日(UTC)にO2アリーナで行われたブリット・アワーズ授賞式の模様が放送された。
外部リンク
The BRIT Awards 2016 - MTV JAPANによるホームページ

### 2017年
2017年5月14日21:00 - 23:00(JST)にThe BRIT Awards 2017としてMTV JAPANで放送された。2017年2月22日(UTC)にO2アリーナで行われたブリット・アワーズ授賞式の模様が放送された。
外部リンク
The BRIT Awards 2017 - MTV JAPANによるホームページ